# William Cecil Campbell
William Cecil Campbell (Ramelton, 28 de junho de 1930) é um bioquímico e parasitologista norte-americano de origem irlandesa.
Recebeu o Nobel de Fisiologia ou Medicina de 2015, juntamente com Satoshi Ōmura e Tu Youyou, tendo descoberto com Ōmura o medicamento avermectina, usado no tratamento de infecções parasitárias (em especial nematoda). É o segundo cientista irlandês a ser laureado com um Prêmio Nobel, depois de Ernest Walton receber o Nobel de Física de 1951.